# Cerkiew św. Symeona Słupnika w Brańsku
Cerkiew  pod wezwaniem św. Symeona Słupnika – prawosławna cerkiew filialna w Brańsku. Należy do parafii Świętych Apostołów Piotra i Pawła w Maleszach, w dekanacie Bielsk Podlaski diecezji warszawsko-bielskiej Polskiego Autokefalicznego Kościoła Prawosławnego.
Cerkiew znajduje się przy ulicy Tadeusza Kościuszki 2.

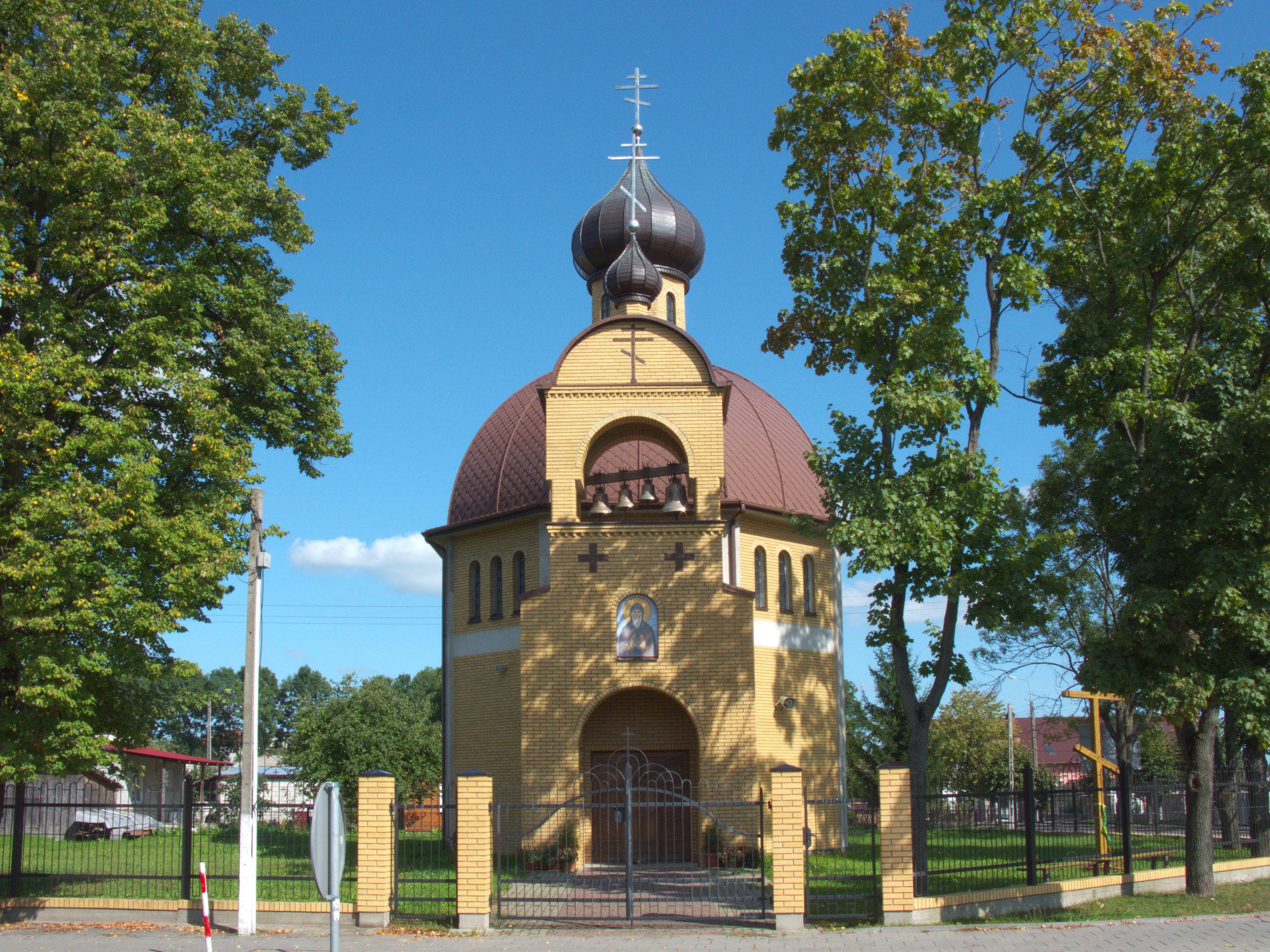
Cerkiew od frontu

Świątynia murowana, wzniesiona w latach 1997–2005, konsekrowana 18 września 2005. Zbudowana w sąsiedztwie drewnianej cerkwi (mieszczącej się w budynku z końca XIX w.), rozebranej w 2011.